# Lista de vice-governadores do Distrito Federal
Esta é uma lista de vice-governadores do Distrito Federal brasileiro.
| Ordem | Lista de vice-governadores do Distrito Federal | Início do seu mandato  | Fim do seu mandato      | Cidade onde nasceu       | Unidade federativa | Notas de rodapé       | Referências   |
| 01    | Wanderley Vallim da Silva                      | 19 de setembro de 1988 | 9 de março de 1990      | Ituverava                | São Paulo          | [ nota 1 ]            | [ 5 ] [ 6 ]   |
| 02    | Márcia de Lemos Kubitschek de Oliveira         | 1º de janeiro de 1991  | 1º de janeiro de 1995   | Belo Horizonte           | Minas Gerais       | [ nota 2 ]            | [ 5 ] [ 7 ]   |
| 03    | Arlete Avelar Sampaio                          | 1º de janeiro de 1995  | 1º de janeiro de 1999   | Itagibá                  | Bahia              |                       |               |
| 04    | Benedito Augusto Domingos                      | 1º de janeiro de 1999  | 1º de janeiro de 2003   | São Sebastião do Paraíso | Minas Gerais       | [ nota 3 ]            | [ 8 ]         |
| 05    | Maria de Lourdes Abadia                        | 1º de janeiro de 2003  | 31 de março de 2006     | Bela Vista de Goiás      | Goiás              | [ nota 4 ]            | [ 9 ]         |
| 06    | Paulo Octávio Alves Pereira                    | 1º de janeiro de 2007  | 11 de fevereiro de 2010 | Lavras                   | Minas Gerais       | [ nota 5 ] [ nota 6 ] | [ 10 ] [ 11 ] |
| 07    | Ivelise Maria Longhi Pereira da Silva          | 19 de abril de 2010    | 1º de janeiro de 2011   | Cachoeira do Sul         | Rio Grande do Sul  | [ nota 7 ]            | [ 12 ] [ 13 ] |
| 08    | Nelson Tadeu Filippelli                        | 1º de janeiro de 2011  | 1º de janeiro de 2015   | Catanduva                | São Paulo          |                       | [ 14 ]        |
| 09    | Renato Santana da Silva                        | 1º de janeiro de 2015  | 1º de janeiro de 2019   | Brasília                 | Distrito Federal   |                       |               |
| 10    | Marcus Vinicius Britto de Albuquerque Dias     | 1º de janeiro de 2019  | 1º de janeiro de 2023   | Rio de Janeiro           | Rio de Janeiro     |                       | [ 15 ]        |
| 11    | Celina Leão Hizim Ferreira                     | 1º de janeiro de 2023  | em exercício            | Goiânia                  | Goiás              | [ nota 8 ]            | [ 16 ]        |

Legenda
| Cor        | Significado                                                                                                 |
| Azul claro | Mandatário aprovado pelo Senado Federal e nomeado pelo presidente da República.                             |
| Verde      | Mandatários eleitos por votação direta ou indireta (por escolha da Câmara Legislativa do Distrito Federal). |